# Deniliquin Council
Deniliquin Council is een Local Government Area (LGA) in de Australische deelstaat New South Wales.

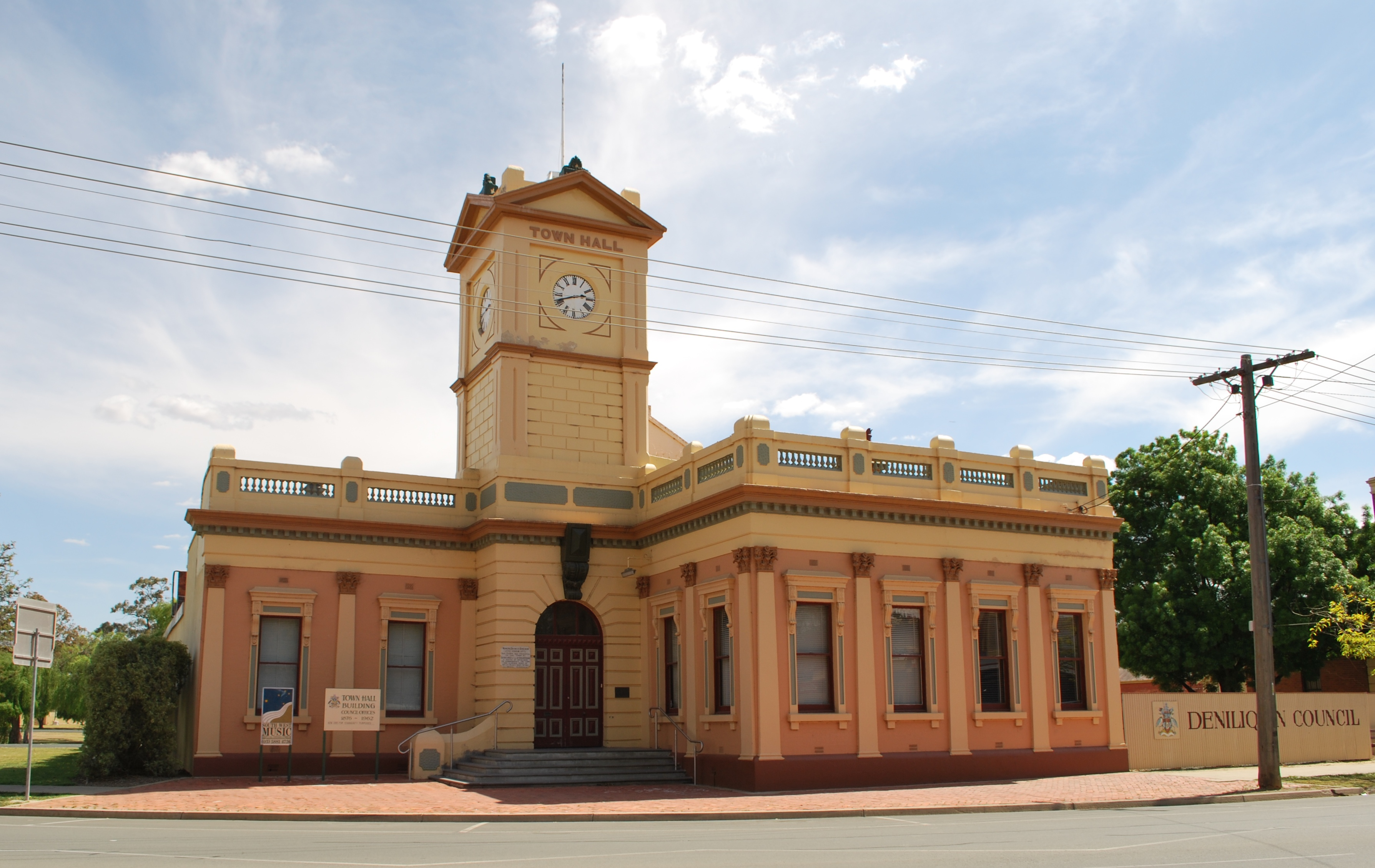
Stadhuis van Deniliquin